# Condado de Jefferson (Nueva York)
El condado de Jefferson (en inglés: Jefferson County) fundado en 1805 es un condado en el estado estadounidense de Nueva York. En el 2000 el condado tenía una población de 111,738 habitantes en una densidad poblacional de 34 personas por km². La sede del condado es Watertown.

## Geografía
Según la Oficina del Censo, el condado tiene un área total de 4810 km² (1857,1 mi²), de la cual 3294 km² (1271,8 mi²) es tierra y 1515 km² (584,9 mi²) (31.49%) es agua.

### Condados adyacentes
- Condado de St. Lawrence, Nueva York - noreste
- Condado de Lewis, Nueva York - sureste
- Condado de Oswego, Nueva York - suroeste
- Condados unidos de Leeds y Grenville, Ontario - norte
- Condado de Frontenac, Ontario - noroeste

## Demografía
En el 2000 la renta per cápita promedia del condado era de $34,006, y el ingreso promedio para una familia era de $39,296. En 2000 los hombres tenían un ingreso per cápita de $28,727 versus $21,787 para las mujeres. El ingreso per cápita para el condado era de $16,202 y el 13.30% de la población estaba bajo el umbral de pobreza nacional.

## Localidades
- Adams (pueblo)
- Adams (villa)
- Adams Center (lugar designado por el censo)
- Alexandria (pueblo)
- Alexandria Bay (villa)
- Antwerp (pueblo)
- Antwerp (villa)
- Belleville (lugar designado por el censo)
- Black River (villa)
- Brownville (pueblo)
- Brownville (villa)
- Calcium (lugar designado por el censo)
- Cape Vincent (pueblo)
- Cape Vincent (villa)
- Carthage (villa)
- Champion (pueblo)
- Chaumont (villa)
- Clayton (pueblo)
- Clayton (villa)
- Deferiet (villa)
- Depauville (lugar designado por el censo)
- Dexter (villa)
- Ellisburg (pueblo)
- Ellisburg (villa)
- Evans Mills (villa)
- Felts Mills (aldea)
- Fishers Landing
- Fort Drum (lugar designado por el censo)
- Glen Park (villa)
- Great Bend (lugar designado por el censo)
- Henderson (pueblo)
- Herrings (villa)
- Hounsfield (pueblo)
- La Fargeville (lugar designado por el censo)
- Le Ray (pueblo)
- Lorraine (pueblo)
- Lyme (pueblo)
- Mannsville (villa)
- Natural Bridge (lugar designado por el censo)
- Orleans (pueblo)
- Oxbow (lugar designado por el censo)
- Pamelia (pueblo)
- Pamelia Center (lugar designado por el censo)
- Philadelphia (pueblo)
- Philadelphia (villa)
- Pierrepont Manor (lugar designado por el censo)
- Redwood (lugar designado por el censo)
- Rodman (pueblo)
- Rutland (pueblo)
- Sackets Harbor (villa)
- Theresa (pueblo)
- Theresa (villa)
- Thousand Island Park (lugar designado por el censo)
- Three Mile Bay
- Watertown (pueblo)
- Watertown (ciudad)
- West Carthage (villa)
- Wilna (pueblo)
- Worth (pueblo)

=> En paréntesis la forma de gobierno.